# Smältsäkring

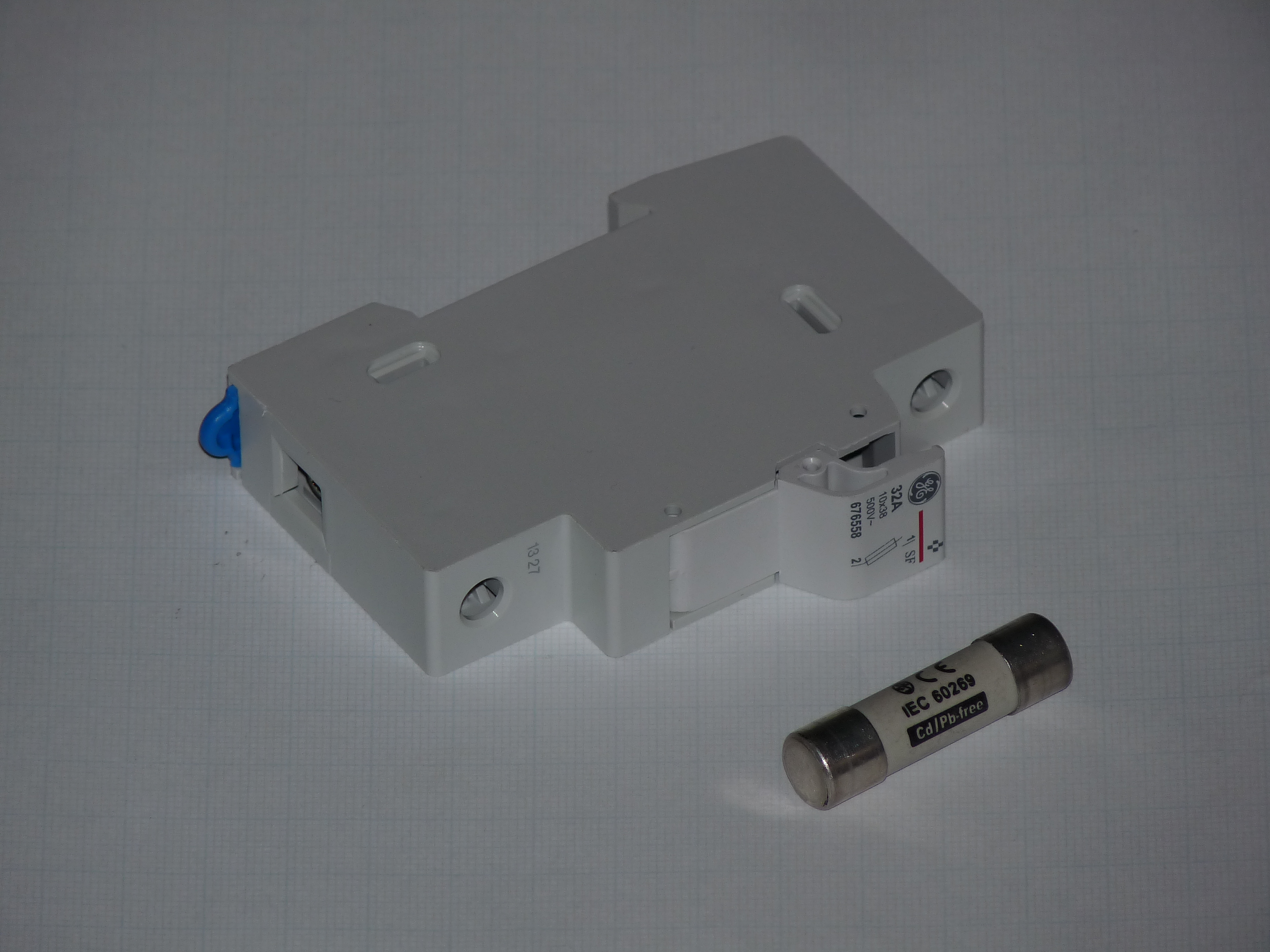
Keramisk smältsäkring 10 x 38 mm framför hållare för montering i DIN-skena.

Smältsäkring är en anordning där en del av säkringen smälter för att förhindra skada på det den är satt att skydda.
Vanligtvis handlar det om en elektrisk säkring där en tunn tråd är elektriskt seriekopplad med det den ska skydda. Ifall strömstyrkan överstiger en viss nivå så smälter tråden och strömkretsen bryts.
Vanliga typer är från låg ström till hög: glasrörssäkring, patronsäkring (HRC), flatstiftssäkring (tillsammans med japansäkring vanlig i bilar), proppar, knivsäkring.
Det finns även ytmonterade säkringar för att användas på kretskort.
En smältsäkring kan även vara ett skydd mot överhettning eller brand. Ett ämne som smälter vid en viss temperatur frigör då lagrad energi i en fjäder som sätter önskat föremål i rörelse, till exempel stänger ett brandspjäll.